# 2021 v loďstvech
Tento článek obsahuje významné události v oblasti loďstev v roce 2021.

## Události

### Leden
1. ledna
- Nařízením Evropské rady v rámci společné zahraniční a bezpečnostní politiky (Council Decision 2020/2188) vstoupilo v platnost prodloužení mandátu operace Atalanta do 31. prosince 2022[1]

4. ledna
- V Hormuzském průlivu byl Íránem zadržen jihokorejský tanker Hankuk Chemi (IMO 9232369) za údajné porušení ochrany životního prostředí.[2]

22. ledna
- Dne 22. ledna 2021 Čína přijala zákon, který pobřežní stráži umožňuje použití zbraní proti zahraničním plavidlům nacházejícím se v oblastech pod čínskou jurisdikcí. Dovoluje rovněž ničení budov, struktur a dalších zařízení vytvořených bez čínského souhlasu. Zákon pobřežní stráži umožní agresivnější vystupování v četných oblastech územních sporů.[3]

### Únor
1. února
- Ponorka japonských námořních sil sebeobrany Sórjú se při vynořování srazila s nákladní lodí Ocean Artemis. Ponorka utrpěla poškození, v plavbě ale mohla pokračovat vlastními silami, nákladní loď nebyla poškozena. Tři členové posádky ponorky utrpěli zranění. K incidentu došlo 50 mil jižně od mysu Ašizuri, který se nachází v prefektuře Kóči na ostrově Šikoku.[4]

7.–12. února
- Francouzské, izraelské, řecké a kyperské námořnictvo uspořádali své historicky první námořní cvičení. Účastnilo se jej celkem šest plavidel, včetně ponorek. Mimo jiné zde byla francouzská fregata třídy FREMM a izraelský raketový člun třídy Sa'ar 4.5 s protiponorkovým vybavením.[5]

16. února
- Čínská lidová republika poblíž Wu-chanu postavila novou loděnici specializovanou na stavbu moderních ponorek.[6]

19. února
- Francouzské námořnictvo zahajuje vývoj nové generace raketonosných ponorek SNLE 3G, které ve 30. letech 21. století nahradí stávající třídu Le Triomphant.

### Březen
22. března
- Francouzské námořnictvo v Guinejském zálivu zadrželo rekordní množství šesti tun kokainu. Tým z vrtulníkové výsadkové lodě Dixmude jej zadržel na nákladní lodi Najlan.[7]

23. března
- Pod panamskou vlajkou plující kontejnerová loď Ever Given (IMO 9811000; 199 692 DWT) uvázla v Suezském průplavu. Vzpříčená loď průliv zablokovala a k jejímu vyproštění bylo vysláno sedm remorkérů.[8]

29. března
- Remorkérům se podařilo vyprostit v Suezském průplavu uvázlou kontejnerovou loď Ever Given. Plavidlo tuto významnou námořní trasu blokovalo téměř týden. Před zablokovaným průplavem se mezitím nashromáždilo více než 400 čekajících plavidel.[9]

### Duben
3. dubna
- Satelitní snímky ukázaly dvě stovky čínských rybářských lodí kotvících u útesu Whitsun Reef. Ten leží v severovýchodní části Spratlyho ostrovů, o které vede spor hned několik států, zejména Čínská lidová republika. Plavidla jsou považována za součást čínské námořní milice, která je jedním z nástrojů prosazování čínského vlivu.[10]

21. dubna
- Indonéské námořnictvo vyhlásilo pátrání po své ponorce KRI Nanggala (S402), která se odmlčela při cvičné plavbě jižně od ostrova Bali. Na palubě bylo 53 osob.[11]

22. dubna
- Do pátrání po pohřešované indonéské ponorce KRI Nanggala (S402) se zapojily indonéské fregaty KRI Raden Eddy Martadinata (331) a KRI I Gusti Ngurah Rai (332) třídy Martadinata, korveta KRI Diponegoro (365), nemocniční loď KRI Dr. Soeharso (990) a minolovka KRI Pulau Rimau (724), přičemž na místo byla vyslána také výzkumná loď KRI Rigel (933). Později počet indonéských plavidel vzrostl na 22. V oblasti pátrání narazily na několik olejových skvrn, není však jasné, že mají souvislost s ponorkou. Do záchranné operace se zapojily i další státy. Na místo byla vyslána záchranná loď ponorek singapurského námořnictva MV Swift Rescue a malajská záchranná loď MV Mega Bakti, přičemž své hlubokomořské záchranné plavidlo připravilo rovněž indické námořnictvo.[12]

24. dubna
- Indonéské námořnictvo potvrdilo nález vraku zmizelé ponorky KRI Nanggala (S402). Indonéská výzkumná loď KRI Rigel (933) provedla sonarový průzkum mořského dna a následně singapurská záchranná loď MV Swift Rescue na vybrané místo vyslala miniponorku, která v hloubce 838 metrů zdokumentovala trosky ponorky. Ta byla zcela zničena a její vrak se rozlomil na tři hlavní části. Celá posádka zemřela.[13]

### Květen
14. května
- Podařilo se identifikovat dvojici lodních vraků objevených roku 2019 poblíž švédského Vaxholmu. Válečné lodě Apollo a Maria byly obě postaveny roku 1648 a potopily se roku 1677 při přepravě vojáků do Polska v rámci příprav na tažení krále Karla X. Gustava.[14]

### Červen
2. června
- Tanker a zásobovací loď íránského námořnictva Kharg se potopila v Ománském zálivu poblíž přístavu Džask poté, co na ní v přibližně 2:25 vypukl požár. Posádka byla evakuována.[15]

### Červenec
3. července
- Egyptské námořnictvo otevřelo svou dosud největší základnu Gargoub, nacházející se ve Středozemním moři poblíž hranic s Libyí.

14. července
- Italská vláda zakázala vplouvat do Benátek velkým výletním lodím delším než 180 metrů. Nařízení se týká přístaviště u náměstí svatého Marka a přilehlého kanálu Giudecca. Zákaz platí od 1. srpna 2021. Nejbližší přístupný přístav bude Marghera.[16]

29. července
- U pobřeží Ománu byl několika drony napaden tanker MT Mercer Street, plující bez nákladu z Tanzanie do Spojených arabských emirátů. Při útoku zemřeli dva členové posádky. Tanker má japonské vlastníky a je provozován izraelskou společností Zodiac Maritime. Z útoku je podezříván Írán.[17]

### Srpen
3. srpna
- Posádka amerického kutru USCGC James (WMSL-754) vyložila největší množství zadrženého kontrabandu v historii Pobřežní stráže Spojených států amerických. Jednalo se o 59 700 liber kokainu a 1430 liber marihuany v hodnotě 1,4 miliardy dolarů.[18]

### Září
16. září
- Austrálie, USA a Velká Británie oznámily vznik nového vojenského paktu AUKUS. Prvním významným krokem v rámci tohoto paktu je oznámení Austrálie, že odstupuje záměru stavby konvenčních ponorek třída Attack a namísto toho Australské královské námořnictvo získá nejméně osm jaderných útočných ponorek. Jejich stavba má proběhnout s pomocí členů AUKUS v domácích loděnicích v Adelaide. Oznámení je nepříjemnou zprávou pro Francii, neboť třída Attack měla být konvenčním derivátem francouzské jaderné ponorky třídy Suffren. Australské rozhodnutí si zároveň vynutí prodloužení provozu konvenčních ponorek třídy Collins, které v budoucnu jaderné ponorky nahradí.

21. září
- V loděnici Chantiers de l'Atlantique v Saint-Nazaire byla na vodu spuštěna nová největší výletní loď Wonder of the Seas. Plných 362 metrů dlouhé plavidlo je pátou jednotkou třídy Oasis.[19]

### Říjen
2. října
- Americká jaderná útočná ponorka USS Connecticut (SSN-22) se při plavbě pod hladinou v blíže neurčené oblasti Indo-Pacifiku srazila s jiným podmořským objektem. Při srážce nebyl nikdo raněn, ponorka zůstala plavbyschopná. Rozsah škod bude upřesněn. Ponorka patří k vysoce výkonné třídě Seawolf. Nedávno prošla modernizací, do služby se vrátila v září 2019. Je to první známá srážka americké ponorky s podmořským objektem od roku 2005, kdy jaderná útočná ponorka USS San Franciso (SSN -711) poblíž Guamu ve vysoké rychlosti narazila do podmořského útesu, přičemž ztratila jednoho člena posádky a utrpěla značné škody.[20]

5. října
- Na palubě japonského vrtulníkového torpédoborce (fakticky však lehké letadlové lodě) Izumo (DDH-183) proběhlo první přistání kolmostartujícího bojového letounu F-35 Lightning II. Je to poprvé od konce druhé světové války, kdy japonská válečná loď hostí bojová letadla. Oba původně vrtulníkové nosiče třídy Izumo jsou pro provoz F-35B přestavovány v reakci na posilování konkurenčního Námořnictva Čínské lidové osvobozenecké armády o letadlové lodě.[21]

22. října
- Cvičná plachetnice ekvádorského námořnictva Guayas (BE-21) zajala v mezinárodních vodách v Pacifiku pašeráckou ponorku sloužící k pašování narkotik. Čtyřčlenná posádka (tři Ekvádorci a jeden Kolumbijec) byla zajata.[22]

### Listopad
2. listopadu
- Australská vláda oznámila, že díky členství v nově vzniklém obranném paktu AUKUS australské námořnictvo získá střely s plochou dráhou letu Tomahawk. Střely posílí bojové schopnosti torpédoborců třídy Hobart.[23]

5. listopadu
- Súdánský generál Abdel Fattah al-Burhan, který se dostal k moci vojenským pučem v říjnu 2021, potvrdil platnost dohody s Ruskem na zřízení jeho námořní základny na súdánském území. V dubnu 2020 súdánská vláda oznámila odstoupení od této dohody, avšak po převratu v zemi se situace opět změnila.[24]

- Fregata německého námořnictva Bayern (F217), jako první německé plavidlo po dvaceti letech, navštívila japonský přístav.[25]

8. listopadu
- Roku 2022 začnou koncepční práce na perspektivních torpédoborcích typu 83, které se mají stát nástupci protiletadlových torpédoborců třídy Daring (typ 45).[26]

9. listopadu
- Elaine Marie Thomas (67), ředitelka americké slévárny Bradken Inc. ve městě Tacoma, byla uznána soudem vinou z falšování výsledků pevnostních zkoušek oceli určené pro stavbu amerických jaderných ponorek v loděnicích General Dynamics Electric Boat a Newport News Shipbuilding. Hrozí ji trest až 10 let vězení a pokuta jeden milion dolarů. Upravené výsledky se týkají 240 šarží oceli z let 1985–2017. Problematická je plná polovina veškeré oceli, kterou tato slévárna v uvedeném období dodala na stavbu amerických válečných lodí. Nesrovnalosti ve zkouškách byly zjištěny v roce 2017. Vedení společnosti Thomasovou propustilo, ale původně výsledky nepovažovalo za zfalšované. To prokázalo následné vyšetřování námořnictva. V červnu 2020 Bradken Inc. v rámci dohody o odloženém trestním stíhání zaplatilo pokutu 10,9 miliónu dolarů. Dle námořnictva nehrozí strukturální selhání trupů ponorek, nejspíše však budou vyžadovat nákladnější údržbu.[27]

16. listopadu
- V Tchajwanské loděnici CSBC Corporation v Kao-siungu byl založen kýl konvenční ponorky, která má být prototypem až osmikusové série. Námořnictvo Čínské republiky se dlouhodobě potýká s nedostatkem tohoto typu válečných lodí, přičemž jejich stavbě v zahraničních loděnicích brání politický vliv Čínské lidové republiky. První práce na stavbě ponorky byly zahájeny v listopadu 2020.[28]

### Prosinec
6. prosince
- V íránském přístavu Bandar Abbás se v doku převrátila rozestavěná korveta Talayieh. Je to už několikátá ztráta íránského námořnictva v krátké době. Podrobnosti o plavidle nejsou známy, nejspíše je to derivát třídy Moudž.[29]

## Lodě vstoupivší do služby
- 4. ledna –  Kjongnam (FFG-819) – fregata třídy Tegu

- 5. ledna –  Čemin 1 (1501) – oceánská hlídková loď třídy Čemin 1

- 6. ledna –  Port Said (976) – korveta třídy El Fateh

- 6. ledna –  Aimirante Tono (CM-56) (ex Iksan (PCC-768)) – korveta třídy Pchohang

- 13. ledna –  Makran (441) – mobilní báze

- 13. ledna –  Zereh (P235) – raketový člun třídy Sina

- 15. ledna –  Su-čou (132) – torpédoborec typu 052D

- 21. ledna –  USCGC Charles Moulthrope (WP 1141) – kutr třídy Sentinel

- 23. ledna –  Chuaj-nan (123) – torpédoborec typu 052D

- 27. ledna –  VOEA Ngahau Siliva (P302) – hlídková loď třídy Guardian

- 30. ledna –  Nan-jang (619) – korveta typu 056A

- 30. ledna –  Grajvoron – korveta projektu 21631

- únor –  Šang-čchiou (618) – korveta typu 056A

- 4. února –  Ťi-ning (636) a Š'-jen (637) – korveta typu 056A

- 9. února –  RBNS Al-Zubara (80) (ex HMS Clyde (P257)) – hlídková loď třídy River

- 9. února –  RBNS Mashhoor (12) a RBNS Al-Areen (13) – hlídkové čluny Swiftships FPV35

- 9. února –  Al-Daibal, Askar, Jaww, Al-Hidd, Taghleeb – hlídkové čluny Mark V Special Operations Craft

- 9. února –  N. De Grazia (CP 420) – hlídkový člun třídy Angeli del Mare

- 16. února –  Akacuki (PLH-34) – oceánská hlídková loď třídy Reimei

- 16. února –  Mikazuki (PS-40) – hlídková loď třídy Šimodži

- 19. února –  ICGS C-453 – hlídkový člun třídy L&T

- 22. února –  Al Saadiyat (L72) – výsadková loď třídy Al Saadiyat

- 23. února –  Shujaa (P5001) – hlídková loď Damen Stan Patrol 5009

- 2. března –  Lhasa (102) – torpédoborec typu 055

- 4. března –  Aki (AOS-5203) – hydrografická výzkumná loď třídy Hibiki

- 5. března –  KD Sundang (112) – hlídková loď třídy Keris

- 5. března –  Pching-ting-šan (602) – korveta typu 056A

- 10. března –  INS Karanj (S23) – ponorka třídy Scorpène

- 12. března –  Vulcano (A5335) - zásobovací a podpůrná loď třídy Vulcano

- 12. března –  USCGC Robert Goldman (WPC-1142) – kutr třídy Sentinel

- 13. března –  Tchäpchjongjang 16 (3016) – oceánská hlídková loď třídy Tchäpchjongjang 9

- 16. března –  Etadžima (306) – minolovka třídy Awadži

- 17. března –  Alugoro (405) – ponorka třídy Chang Bogo

- 17. března –   BAP Río Tumbes (PM-208) a BAP Río Locumba (PM-209) – hlídkové lodě třídy Río Pativilca

- 18. března –  L-58 – výsadková loď třídy LCU Mk IV

- 19. března –  Haguro (DDG-180) – torpédoborec třídy Maja

- 19. března –  BRP Antonio Luna (FF-151) – fregata třídy José Rizal

- 19. března –  USCGC Stone (WMSL-758) – kutr pobřežní stráže třídy Legend

- 23. března –  ICGS Vajra (37) – oceánská hlídková loď třídy Vikram

- 24. března –  Tórjú (SS-512) – ponorka třídy Sórjú

- 29. března –  T.114 a T.115 – hlídkové čluny třídy M36

- 10. dubna –  HMAS Supply (A195) – zásobovací tanker třídy Supply

- 12. dubna –  Nan-ning (162) – torpédoborec typu 052D

- 13. dubna –  ARA Piedrabuena (P-52) – oceánská hlídková loď třídy Bouchard

- 14. dubna –  Bernees (1003) (ex Emilio Bianchi (F 589)) – fregata třídy FREMM

- 15. dubna –  Marinos Zampatis (LS-900) a Georgios Kotoulas (LS-910) – hlídkové lodě třídy Marinos Zampatis

- 17. dubna –  USS Oakland (LCS-24) – littoral combat ship třídy Independence

- 19. dubna –  Alexandr Aniščenko – výzkumná loď projektu 19920B

- 21. dubna –  Kchaj-feng (124) – torpédoborec typu 052D

- 23. dubna –  Chaj-nan (31) – vrtulníková výsadková loď typu 075

- 23. dubna –  Ta-lien (105) – torpédoborec typu 055

- 29. dubna –  Ťia-i (CG 5001) – oceánská hlídková loď třídy Ťia-i

- 4. května –  INS Oz – korveta třídy Sa'ar 6

- 7. května –  K-561 Kazaň – útočných ponorka Projektu 885M / třídy Jaseň-M

- 7. května –  Bojador (PO1) – hlídková loď Damen Stan Patrol 3307

- 8. května –  USS Miguel Keith (ESB-5) – pomocná loď třídy Montford Point

- 17. května –  Sachsen-Anhalt (F224) – fregata třídy Baden-Württemberg

- 22. května –  USS Mobile (LCS-26) – littoral combat ship třídy Independence

- 29. května –  ICGS Sajag (20) – oceánská hlídková loď třídy Samarth

- 1. června –  Tabasco (P 168) – oceánská hlídková loď třídy Oaxaca

- 2. června –  Ysabel (A-06) – transportní loď typu Roll-on/roll-off

- 12. června –  VAE Mbini Jean Léonard (P09) - hlídková loď typu 62/typu P200

- 14. června –  Dena (75) – fregata třídy Moudž

- 14. června –  Shahin (M111) – minolovka třídy Shahin

- 18. června –  HMS Spey (P234) – hlídková loď třídy River

- 25. června –  Čcheng-kung (CG 602) – hlídková loď třídy An-pching

- 26. června –  HMCS Harry DeWolf (AOPV 430) – arktická oceánská hlídková loď třídy Harry DeWolf

- 28. června –  RSIPV Taro (06) – hlídková loď třídy Guardian

- 28. června –  Marado (LPH-6112) – vrtulníková výsadková loď třídy Tokdo

- 29. června –  SCGS Zoroaster (P609) (ex ICGS Kamla Devi (224)) – hlídková loď třídy Rajshree

- 9. července –  Río Aguán (FNH-8502) – hlídkový člun třídy Defiant

- 12. července –  KRI Teluk Youtefa (522) – tanková výsadková loď třídy Teluk Bintuni

- 22. července –  Patrullero 15 (PM-15) – hlídkový člun třídy Defiant

- 27. července –  INS Atzmaut a INS Nitzachon – korvety třídy Sa'ar 6

- 29. července –  USCGC Myrtle Hazard (WPC-1139), USCGC Oliver Henry (WPC-1140) a USCGC Frederick Hatch (WPC-1143) – kutr třídy Sentinel

- 2. srpna –  S44 (870) – ponorka typu 209

- 6. srpna –  USCGC Glenn Harris (WPC-1144) – kutr třídy Sentinel

- 11. srpna –  Deňiz Han (01) – korveta třídy Turkmen

- 12. srpna –  Mourmouris Grigorios (LS-920) – hlídková loď třídy Marinos Zampatis

- 13. srpna –  Dosan Ahn Chang-ho (SS-083) – ponorka třídy Dosan Ahn Chang-ho

- 16. srpna –  Admiral Ugrjumov – arktická hlídková loď projektu 22120

- 19. srpna –  RSV Nuyina – výzkumná loď

- 20. srpna –  Georgij Kurbatov (631) – minolovka projektu 12700

- 25. srpna –  Al Doha (QTS-91) – cvičná loď třídy Al Doha

- 28. srpna –  ICGS Vigraha (39) – oceánská hlídková loď třídy Vikram

- 30. srpna –  RKS Teanoai II (301) – hlídková loď  třídy Guardian

- 9. září –  Tcha-ťiang (PGG-619) – korveta třídy Tchuo-ťiang

- 10. září –  INS Dhruv (A40) – výzkumná loď

- 23. září –  HMS Audacious (S122) – ponorka třídy Astute

- 28. září –  RVS Takuare (03) – hlídková loď  třídy Guardian

- 29. září –  Ladoga – arktická hlídková loď projektu 22120

- 30. září –  KM Lahad Datu (4546) – hlídková loď třídy Bagan Datuk

- 30. září –  Taouay – rychlý hlídkový člun třídy RPB 33

- 6. října –   Něvelsk a Nachodka – hlídkové lodě projektu 10410B

- 6. října –   P311 a P312 – hlídkové lodě třídy FAC-G

- 6. října –   P411 a P412 – hlídkové lodě třídy PGM-39

- 7. října –  Rochus Lokinap (P402) – hlídková loď třídy Guardian

- 12. října –  B-602 Magadan – ponorka projektu 636.3

- 15. října –  El Jem (P213) a Dougga (P214) – hlídkové čluny třídy Istiqlal

- 15. října –  USCGC Emlen Tunnell (WPC-1145) – kutr třídy Sentinel

- 18. října –  LS-1067 – nemocniční člun typu Norsafe Munin S1200 Extended Cabin

- 21. října –  HQ-526, HQ-527, HQ-528 a HQ-529 – podpůrná lodě typu Damen Stan Lander 5612

- 21. října –  LS-1068 – nemocniční člun typu Norsafe Munin S1200 Extended Cabin

- 22. října –  KD Badik (113) – hlídková loď třídy Keris

- 23. října –  Chaj-sün 09 – oceánská hlídková loď

- 26. října –  KRI Teluk Weda (526) a KRI Teluk Wondama (527) – tanková výsadková loď třídy Teluk Bintuni

- 28. října –  Tan-šuej (CG 603) – hlídková loď třídy An-pching

- 28. října –  ICGS Sarthak (21) – oceánská hlídková loď třídy Samarth

- 28. října –  Al Zubarah (F101) – korveta třídy Doha

- 28. října –  R. Aringhieri (CP 421) – hlídková loď třídy Angeli del Mare

- 29. října –  Noosféra (ex RRS James Clark Ross) – výzkumný ledoborec

- 29. října –  Boris Alexandrov (ex Belgica (A962)) – výzkumná loď

- 31. října –  Al Moez (981) – korveta třídy El Fateh

- 1. listopadu –  ICGV Freyja (ex GH Endurance) –  oceánská hlídková loď

- 8. listopadu –  PNS Tughril (261) – fregata typu 054A/P

- 10. listopadu –  Tonghe (FFG-822) – fregata třídy Tegu

- 11. listopadu –  An-šan (103) – torpédoborec typu 055

- 12. listopadu –  Asazuki (PLH-35) – oceánská hlídková loď třídy Reimei

- 13. listopadu –  HMAS Stalwart (A304) – zásobovací tanker třídy Supply

- 21. listopadu –  INS Visakhapatnam (D66) – torpédoborec třídy Visakhapatnam

- 22. listopadu –  LS-1069 – nemocniční člun typu Norsafe Munin S1200 Extended Cabin

- 22. listopadu –  Alsace (D 656) – fregata třídy FREMM

- 22. listopadu –  Capt. Elmi Robleh (P20) a Adj. Ali M. Houmed (P22) – hlídkové lodě Damen FCS 5009 Patrol

- 23. listopadu –  Namhä (MSH-575) – minolovka třídy Jangjang

- 25. listopadu –  INS Vela (S24) – ponorka třídy Scorpène

- 25. listopadu –  Aias (A 473) (ex Toisa Independent) – podpůrná loď

- 26. listopadu –  BAP Guise (CC-28) (ex Sunčchon (PCC-767)) – korveta třídy Pchohang

- 28. listopadu –   Port of Spain (CG41) a Scarborough (CG42) – hlídkové lodě třídy Cape

- 30. listopadu –   Rasul Gamzatov – hlídková loď projektu 22460

- 2. prosince –  Gral. Omar Torrijos (P-230) – hlídkový člun třídy Defiant

- 3. prosince –  ARA Storni (P-53) – oceánská hlídková loď třídy Bouchard

- 8. prosince –   TCG Yzb. Güngör Durmuş (A-574) – logistická podpůrná loď třídy Yzb. Güngör Durmuş

- 8. prosince –  USS Daniel Inouye (DDG-118) – torpédoborec třídy Arleigh Burke

- 9. prosince –  Oji (P275) – hlídková loď

- 9. prosince –  Lana (A499) – výzkumná loď

- 9. prosince –  Sokoto (P193) a Aba (P194) – hlídkové lodě třídy FPB 110

- 9. prosince –  Osun (P191) – hlídková čluny třídy FPB 72 MKII

- 9. prosince –  P494 a P495 – hlídkové čluny třídy Aresa 1700 Fighter II

- 9. prosince –  Ikenne (P269) a Kano (P270) – hlídkové lodě Damen FCS 4008 Patrol

- 10. prosince –  Grigorij Shadrin – záchranné plavidlo projektu 23370G

- 13. prosince –  Belgica – výzkumná loď

- 21. prosince –  K-552 Kňaz Vladimir – raketonosná ponorka Projektu 955A / třídy Borej-A

- 21. prosince –  K-573 Novosibirsk – útočná ponorka Projektu 885M / třídy Jaseň-M

- 24. prosince –  Minye Kyaw Htin (72) – ponorka typu 035B

- 24. prosince –  Inwa (53) – oceánská hlídková loď třídy Inlay

- 24. prosince –  Leonid Senčura – záchranné plavidlo projektu 23370G

- 25. prosince –  Čan-ťiang (165) – torpédoborec typu 052D

- 30. prosince –  HMJS Alexander Bustamante (426) – hlídková loď Damen Stan Patrol 4207